# Jan Iwaszko
Jan Iwaszko (ur. 3 stycznia 1921 w Pińsku, zm. 25 marca 2015 we Wrocławiu) – szeregowiec Wojska Polskiego, pułkownik inż. Ludowego Wojska Polskiego. Syn Stanisława Iwaszko, komisarza Policji Państwowej w Stanisławowie. Bratanek Ludwika Iwaszko, pułkownika Wojska Polskiego, zasłużonego dla Krakowa – jest tam ulica jego imienia.

## Życie i działalność
Po wybuchu II wojny światowej zgłosił się ochotniczo do wojska. Wcielony do 48 pułku piechoty Strzelców Kresowych. Walczył w rejonie Stanisławowa. Po kampanii wrześniowej zdemobilizowany. W czasie okupacji przebywał na tamtych terenach, z których w 1944 uciekł na Wołyń, przed napadami oddziałów Ukraińskiej Powstańczej Armii. Do wojska wcielony w 1944, po wyzwoleniu rejonów wschodnich. Został skierowany do Oficerskiej Szkoły Saperów w Przemyślu. Szkołę ukończył w 1945. Po otrzymaniu stopnia oficerskiego pozostał w Szkole. Całą służbę związał ze Szkołą. W latach 1945–1947 dowódca plutonu saperów, 1947–1953 wykładowca i starszy wykładowca zapór inżynieryjnych, 1953–1958 kierownik Cyklu Zapór, 1958–1959 słuchacz Wyższego Kursu Doskonalenia Oficerów Wojskowej Akademii Technicznej, 1959–1965 kierownik Cyklu Minerstwa, Zapór i Fortyfikacji, 1965–1972 zastępca komendanta Wyższej Szkoły Oficerskiej Wojsk Inżynieryjnych ds. liniowych. W okresie sierpień – grudzień 1966 roku pełnił obowiązki komendanta Oficerskiej Szkoły Wojsk Inżynieryjnych im. gen. Jakuba Jasińskiego. W latach 1972–1978 pomocnik komendanta WSOWInż.
Jako wykładowca, kierownik cyklu i komendant Szkoły wykazał wiele energii i troski o rozwój Szkoły, rozbudowę bazy szkoleniowej i poligonowej, dbał o dobre przygotowanie podchorążych na przyszłych oficerów wojsk inżynieryjnych. Był pionierem rozwoju sportu w Szkole. Szkoła osiągnęła w okresie jego dowodzenia wiele sukcesów sportowych i służbowych. Zwolniony do rezerwy w 1978, mieszkał we Wrocławiu. Zaocznie, w 1966 roku, ukończył Politechnikę Wrocławską i uzyskał dyplom inżyniera budownictwa lądowego. Autor szeregu opracowań metodycznych, skryptów, instrukcji, artykułów fachowych i wydawnictw o charakterze wojskowym i specjalnym. Złożył wiele wniosków racjonalizatorskich. Uzyskał kilka patentów z zakresu wykorzystania materiałów wybuchowych. Wniósł duży wkład działalności Szkoły w na rzecz miasta Wrocławia i gospodarki narodowej (odgruzowywanie Wrocławia, wyburzenia pozostałości zniszczonych obiektów). Honorowy obywatel Opola. Zmarł 25 marca 2015 roku.
Odznaczony Krzyżem Kawalerskim Orderu Odrodzenia Polski, Złotym i Srebrnym Krzyżem Zasługi, Brązowym Medalem „Zasłużonym na Polu Chwały” oraz odznaczeniami resortowymi MON.